# Albańczycy w Egipcie
Albańczycy w Egipcie – albańska mniejszość narodowa na terenie Arabskiej Republiki Egiptu. Według egipskich władz w 2011 roku kraj miało zamieszkiwać około 18 tys. Albańczyków.

## Życiorys
Albańska społeczność pojawiła się w Egipcie na początku XIX wieku, kiedy to wicekrólem Egiptu został Muhammad Ali. Następnie miała miejsce fala imigracji do Egiptu z ziem południowej Albanii, będącymi wówczas pod kontrolą Imperium Osmańskiego, ponadto od co najmniej lat 50. XIX w. w Egipcie funkcjonowała albańska społeczność prawosławna.
Na początku XX wieku jednym z największych skupisk albańskiej mniejszości w Egipcie był Kair. Na terenie kraju w latach 1948–1952 działał bektaszycki duchowny Baba Rexheb, a podczas rządów Gamala Abdela Nasera część Albańczyków wyemigrowała między innymi do Kanady i do Stanów Zjednoczonych.